# Metacnemis
Metacnemis is een geslacht van libellen (Odonata) uit de familie van de Breedscheenjuffers (Platycnemididae).

## Soorten
Metacnemis omvat 3 soorten:
- Metacnemis angusta Selys, 1863
- Metacnemis secundaris Aguesse, 1968
- Metacnemis valida Hagen in Selys, 1863